# Борисы (Львовская область)
Борисы (укр. Бориси) — село в Яворовской городской общине Яворовского района Львовской области Украины.
Население по переписи 2001 года составляло 39 человек. Занимает площадь 0,08 км². Почтовый индекс — 81023. Телефонный код — 3259.